# Флаг Пуэрто-Рико
Флаг Пуэ́рто-Ри́ко — официальный символ свободно ассоциированного государства Пуэрто-Рико.
Современный флаг Пуэрто-Рико был создан в 1895 году на основе кубинского флага, с обратной заменой цвета треугольника и полос, и использовался как флаг пуэрто-риканской секции Кубинской революционной партии, боровшейся за освобождение от испанского господства Кубы и Пуэрто-Рико.
Кубинский флаг был придуман в 1849 году Мигелем Толоном и генералом Нарсисо Лопесом, изгнанниками, выступавшими за независимость и жившими в Нью-Йорке. Дизайн флага Пуэрто-Рико был принят комитетом изгнанников, живших в Нью-Йорке, в середине 1890-х годов. Хотя точно неизвестно, кто разработал более поздний флаг, оба дизайна флага отражают тесные связи между активистами, выступающими за независимость из обеих стран, которые продолжали свою работу в относительной безопасности Нью-Йорка. 
25 июля 1898 года во время испано-американской войны в Пуэрто-Рико вторглись американские войска, высадившись в муниципалитете Гуаника (исп. Guánica). В результате войны Испания была вынуждена уступить Соединённым Штатам Америки Пуэрто-Рико, а также Кубу, Филиппины и остров Гуам по Парижскому договору 1898 года.
С 1 января 1899 года и до 1952 года единственным официальным флагом Пуэрто-Рико был флаг Соединённых Штатов.
24 июля 1952 года флаг 1895 года был официально провозглашён государственным и национальным флагом Пуэрто-Рико, который может вывешиваться лишь одновременно с флагом США.
В 1995 году, правительство Пуэрто-Рико утвердило положение о флаге Пуэрто-Рико исп. «Reglamento sobre el Uso en Puerto Rico de la Bandera del Estado Libre Asociado de Puerto Rico», в котором приведены цвета флага без указания цветового тона, поэтому можно встретить флаги с различными цветовыми оттенками синего и красного цвета.

Флаг Пуэрто Рико (1952—1995)